# Вахтанг III од Грузије
Вахтанг III (груз. ვახტანგ III; 1276–1308), из династије Багратион, био је краљ Грузије од 1302. до 1308. Владао је током монголске доминације Грузијом. 
Сина Деметријуса II Грузијског и његове жене Трапезунтске принцезе, Вахтанга је 1302. кан Илкана, Газан прогласио за краља и тако је Вахтанг постао супарник свом брату краљу Давиду VIII, који се побунио против монголске владавине. Краљ Вахтанг III је, међутим, контролисао само главни град Грузије Тбилиси и делове јужних и источних провинција краљевства. Након неуспешне офанзиве против Давидових герилаца, браћа су се сложила да заједнички владају краљевством. Међутим, краљу Вахтангу III је било суђено да већи део своје владавине проведе као командант грузијских и јерменских помоћних снага у бескрајним монголским походима, посебно против Дамаска (1303) и Гилана (1304). 

## Породица
Краљ Вахтанг III, је ступио у брак са Рипсимом. Грузијска хроника из 18. века помиње је као Шабурову нећаку.
Имали су два позната сина:
- Димитрије, владар Дманиса.
- Георгије, владар Самшвилдеа.